# Docelles
Docelles ([dɔˈsɛl] ) ist eine französische Gemeinde mit 864 Einwohnern (Stand: 1. Januar 2022) im Département Vosges in der Region Grand Est. Sie gehört zum Arrondissement Saint-Dié-des-Vosges (bis 2024 Épinal) und ist Mitglied im Gemeindeverband Communauté de communes Bruyères-Vallons des Vosges. Die Bewohner werden Docellois und Docelloises genannt.

## Geografie
Die Kleinstadt Docelles liegt zwischen Épinal und Gérardmer in den westlichen Ausläufern der Vogesen.

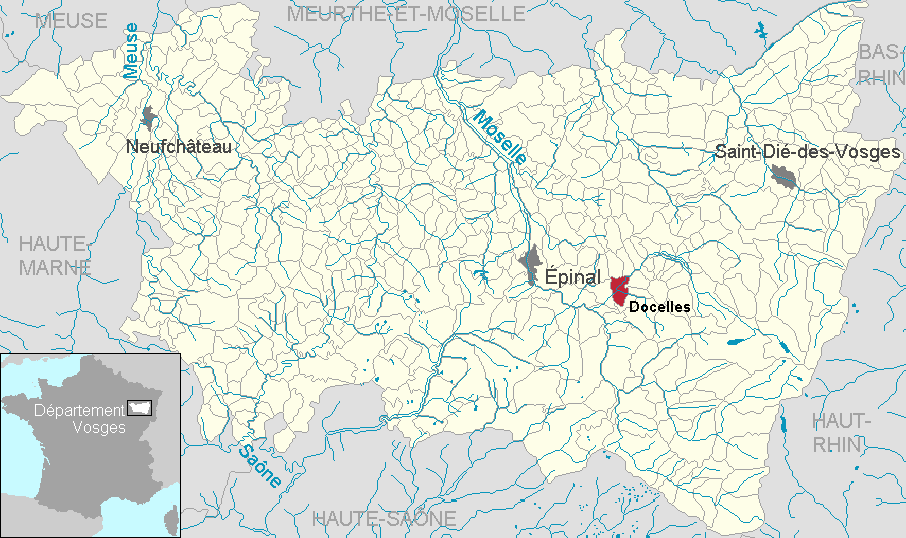
Lage der Stadt Docelles im Département Vosges

Das Gemeindegebiet von Docelles umfasst einen Teil des unteren Volognetales, das hier an der Mündung des Nebenflusses Barba bis zu 1500 Meter breit ist sowie die bis zu 630 Meter Meereshöhe erreichenden Bergrücken nördlich und südlich des Volognetales. Die niedrigeren Lagen des 8,74 km² großen Gemeindeareals sind von Wohn- und Gewerbegebieten sowie von landwirtschaftlich genutzten Flächen geprägt. An den Berghängen bis etwa 450 Meter Meereshöhe herrscht Weideland vor, während die oberen Lagen von zusammenhängenden Wäldern bedeckt sind (der Forêt de Fossard reicht im Süden bis an die Stadt Remiremont).
Nachbargemeinden von Docelles sind Le Roulier im Norden, Deycimont im Nordosten, La Neuveville-devant-Lépanges und Faucompierre im Osten, Xamontarupt im Südosten und Süden sowie Cheniménil im Westen.

## Geschichte
Die waldreiche Umgebung und die Wasserkraft der Vologne waren die Hauptvoraussetzungen für eine Holz- und Papierindustrie, die in Docelles eine lange Tradition hat. Anstelle einer alten Wassermühle steht eine Papierfabrik, die auch heute noch existiert und das Ortsbild prägt.
In Docelles wurde in der Papiermühle von Claude Krantz im 18. Jahrhundert das erste Velinpapier hergestellt.

### Bevölkerungsentwicklung
| Jahr      | 1962 | 1968 | 1975 | 1982 | 1990 | 1999 | 2011 | 2021 |
| Einwohner | 1058 | 1087 | 1004 | 1071 | 1024 | 1011 | 955  | 864  |

Im Jahr 1841 wurde mit 1163 Bewohnern die bisher höchste Einwohnerzahl ermittelt. Die Zahlen basieren auf den Daten von cassini.ehess und INSEE.

## Sehenswürdigkeiten

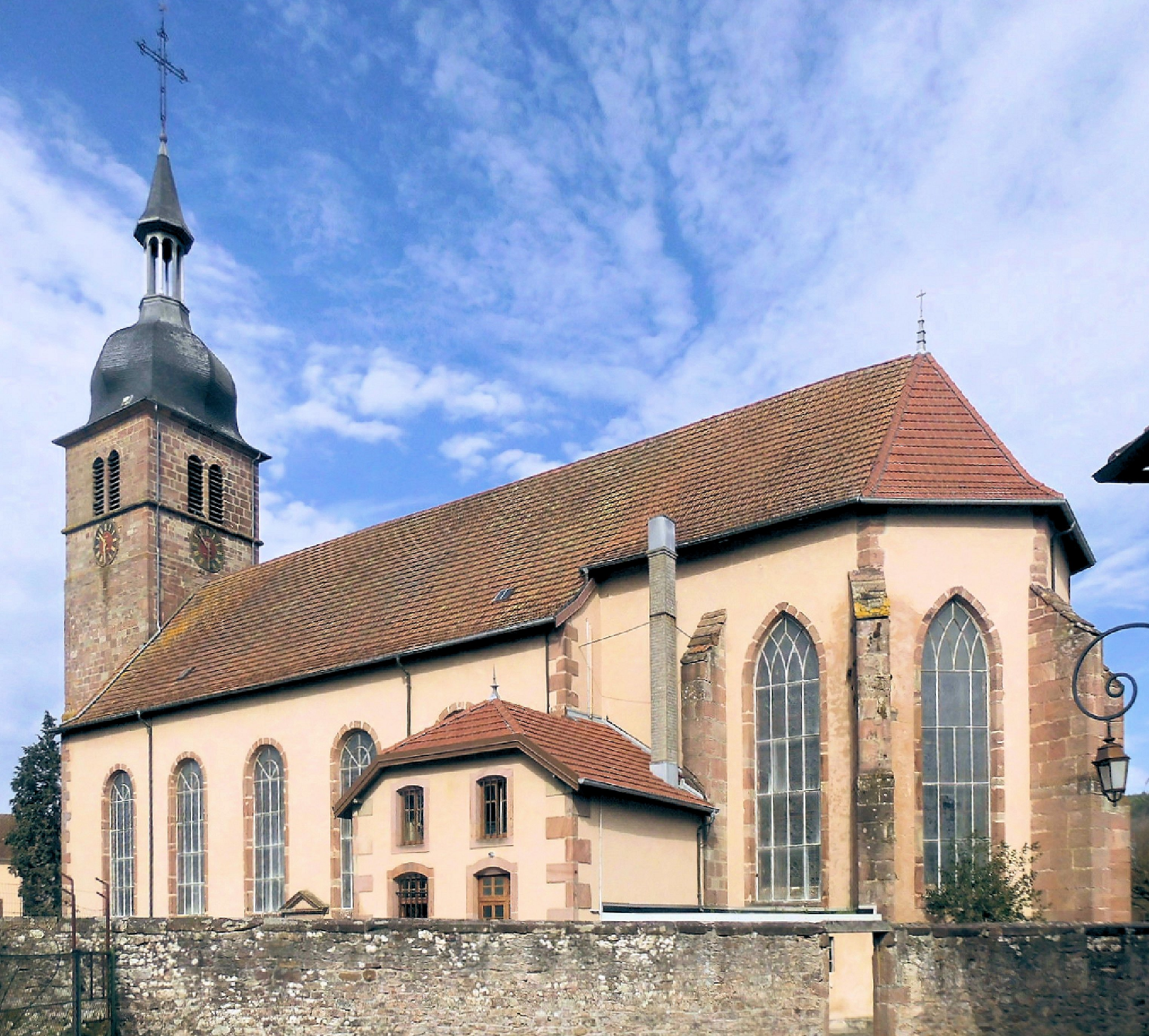
Kirche Saint-Valbert in Docelles

- Kirche Saint-Valbert aus dem 18. Jahrhundert

## Wirtschaft und Infrastruktur
Docelles ist eine Industriegemeinde. Größter Arbeitgeber im Ort war bis Januar 2014 die inzwischen geschlossene Papierfabrik (Papeteries de Docelles), die zum UPM-Kymmene-Konzern gehörte. Zu den weiteren in Docelles ansässigen Betrieben gehören ein papierverarbeitendes Unternehmen und ein Sägewerk. Darüber hinaus sind in Docelles sieben Landwirtschaftsbetriebe ansässig (Gemüseanbau, Rinderzucht).
Als Kleinzentrum für umliegende Gemeinden haben sich in Docelles zahlreiche Handwerks-, Handels- und Dienstleistungsbetriebe sowie Ärzte niedergelassen. Docelles ist auch Grundschulstandort.
Die Fernstraße D 11 (Épinal-Le Tholy) führt als nördliche Umgehung an Docelles vorbei. An der westlichen Gemeindegrenze zu Cheniménil liegt der Haltepunkt Cheniménil-Docelles an der von der TER Grand Est betriebenen Bahnstrecke Arches–Saint-Dié.

## Belege
1. ↑  Jörg Stadelbauer: Ressourcenbewertung und Siedlungsentwicklung in höheren Mittelgebirgen am Beispiel der Vogesen, PDF-Datei
2. ↑  Docelles auf cassini.ehess
3. ↑  Docelles auf INSEE
4. ↑  Martina Reinhardt: UPM schließt Papierfabrik Docelles in Frankreich endgültig. print.de, 22. Januar 2014, archiviert vom Original (nicht mehr online verfügbar) am 2. Juni 2014; abgerufen am 2. Juni 2014.  Info: Der Archivlink wurde automatisch eingesetzt und noch nicht geprüft. Bitte prüfe Original- und Archivlink gemäß Anleitung und entferne dann diesen Hinweis.
5. ↑  Landwirtschaftsbetriebe auf annuaire-mairie.fr (französisch)